# Mark Dismore
Mark Dismore, född den 12 oktober 1956 i Greenfield, Indiana, USA, är en amerikansk racerförare.

## Racingkarriär
Dismore vann Daytona 24-timmars 1993 i en Toyota, bara två år efter att han skadat sig i en träningskrasch inför Indianapolis 500. Några år efter segern på Daytona kom Dismore till Kelley Racing i IRL, där han körde i fem säsonger. Hans bästa säsong kom 1999, då han blev trea i mästerskapet efter Greg Ray och Kenny Bräck. Samma år vann han sin enda seger i IRL på Texas Motor Speedway. Han följde upp den sammanlagda tredjeplatsen med en femteplats 2000, då han överglänste stallkamraten och före detta Indy 500 och CART-mästaren Al Unser Jr. Efter att ha lämnat teamet året därpå körde Dismore på deltid för Team Menard under 2002, innan han avslutade karriären.